# In the Shadow of the Stars
In the Shadow of the Stars è un documentario del 1991 diretto da Allie Light e Irving Saraf vincitore del premio Oscar al miglior documentario.

## Riconoscimenti
- Premio Oscar
  - Oscar al miglior documentario